# Уварово
Уварово (на руски: Уварово) е град в Русия, административен център на Уваровски район, Тамбовска област. Населението на града към 1 януари 2018 година е 23 987 души.